# Ilieni, Covasna
Ilieni (în maghiară Illyefalva, în germană Ilgendorf) este satul de reședință al comunei cu același nume din județul Covasna, Transilvania, România. Se află în partea de sud-vest a județului, în Depresiunea Sfântu Gheorghe.

## Așezare
Satul Ilieni se află situată pe valea pârâului Ilieni ce izvorăște din Munții Baraolt, pe malul drept al râului Olt, la o altitudine de 530–540 m. și este străbătut de DJ 112 , Sfântu Gheorghe-Brașov. Pe teritoriul acestei localități se găsește un izvor de apă minerală carbogazoasă numit Fântâna Anna.

## Scurt istoric
Prima atestare documentară datează din 1332, așezarea fiind locuită mult înaite, drept dovadă stau săpăturile arheologice din 1910 de pe malul stâng al pârâului Ilieni, care au descoperit așezări aparținând culturilor Starčevo-Criș, Ariușd-Cucuteni și Coțofeni. Tot în acel loc se semnalează urma de ziduri de piatră și vase romane. În pădurea din apropierea satului s-a descoperit o monedă de bilon de la Didius Iulianus.
Pe malul Oltului, la vest de sat, spre Dobolii de Jos și Ariușd, în locul numit „Dealu Mare” s-au găsit o urnă cu patru butoni, o ceașcă și fragmente ceramice din a doua epocă a fierului.
Cu prilejul săpăturilor efectuate în anul 1965, în locul numit „Roata de Fier” (Kerekesvas), s-au descoperit fragmente ceramice dacice din sec I î.d.Hr-I e.n.
Începând cu anul 1876, satul Ilieni a aparținut Comitatului Trei Scaune din Regatul Ungariei, apartenență ce se va încheia în anul 1920, odată cu semnarea Tratatului de la Trianon, tratat ce prevedea stabilirea frontierelor Ungariei cu vecinii săi.
În perioada interbelică, localitatea face parte din Județul Trei Scaune, iar începând cu anul 1968, după desființarea Regiunii Autonome Maghiare, intră sub admininistrarea teritorială a actualului județ Covasna.
Satul a fost denumit după Sfântul Ilie al Vechiului Testament, apărând in registrul din 1567 sub denumirea de Ilieni, denumire ce o poartă și astăzi.
Localitatea a fost un sat minier, aici funcționând între anii1868-1961 o mină de lignit cu extragere din subteran.

## Economie
Economia localității este bazată pe activități în domeniul: exploatării și prelucrării primare a lemnului, prelucrării laptelui, confecțiilor, prelucrări maselor plastic, precum și în domeniul materialelor de construcții, comerțului și agroturismului. Activitatea principală rămâne însă agricultura, prin cultura plantelor și creșterea animalelor.

## Obiective turistice

Centrul tineretului Creștin, Ilieni

- Cetatea țărănească. Biserica reformată-calvină și fortificația din interiorul zidurilor sunt din secolul al XVI-lea, iar fortificațiile exterioare sub formă pentagonală, din secolul al XVII-lea.
- Conacul Séra
- Conacul Bornemissza
- Casa Bakó
- Biserica Catolică 1868
- Centrul tineretului Creștin